# Mlask nosowy podniebienny
Mlask nosowy podniebienny – rodzaj dźwięku spółgłoskowego występujący w językach naturalnych. W międzynarodowej transkrypcji fonetycznej IPA oznaczany jest symbolem [ǂ̃] lub [ŋǂ].

## Artykulacja
W czasie artykulacji podstawowego wariantu [ǂ̃]:
- modulowany jest prąd powietrza zasysanego powstały w wyniku różnicy ciśnień wytworzonej przy grzbiecie języka wzniesionym do góry, czyli artykulacja tej spółgłoski wymaga inicjacji ustnej i ingresji (zob. mlaski),
- mimo iż dochodzi do zablokowania przepływu powietrza przez tor ustny jamą ustną, podniebienie miękkie jest opuszczone i powietrze uchodzi przez nos – jest to spółgłoska nosowa,
- prąd powietrza w jamie ustnej przepływa ponad całym językiem lub przynajmniej powietrze uchodzi wzdłuż środkowej linii języka – jest to spółgłoska środkowa,
- wiązadła głosowe drgają, spółgłoska ta jest dźwięczna.

## Przykłady
| Język | Język | Słowo w MAF   | Znaczenie  |       |
| ----- | ----- | ------------- | ---------- | ----- |
| nama  | nama  | [ǂhabāŋǂhaba] | spłaszczyć | [ 1 ] |